# The Esterbrook Case
The Esterbrook Case è un cortometraggio muto del 1915. Il nome del regista non viene riportato. Fu la prima sceneggiatura di Ouida Bergère.

## Produzione
Il film fu prodotto dalla Vitagraph Company of America (con il nome Broadway Star Features).

## Distribuzione
Distribuito dalla General Film Company, il film - un cortometraggi in tre bonine - uscì nelle sale cinematografiche statunitensi il 25 maggio 1915.